# Herschel Grynszpan

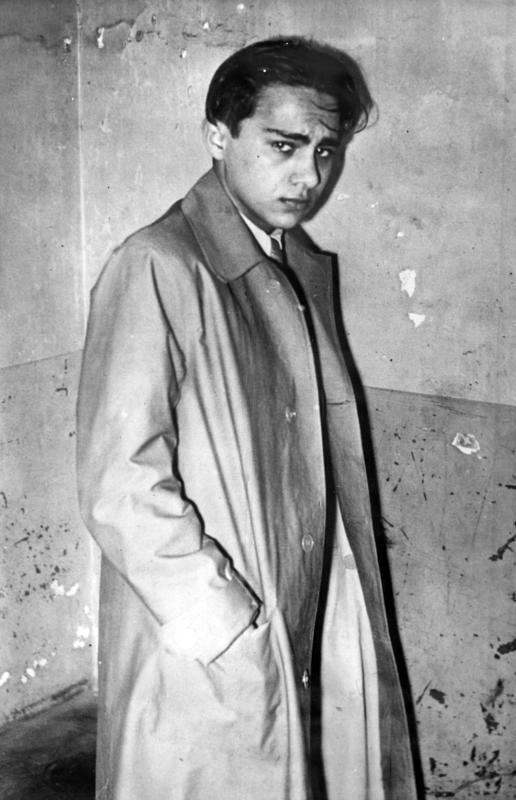
Herschel Feibel Grynszpan nach seiner Festnahme durch die französische Polizei (1938)

Herschel (Hermann) Feibel Grynszpan (auch Grünspan; geboren am 28. März 1921 in Hannover; gestorben wahrscheinlich 1942/43) war ein in der Weimarer Republik geborener und aufgewachsener polnischer Staatsbürger jüdischen Glaubens, der am 7. November 1938 in Paris ein Attentat auf den deutschen Diplomaten Ernst vom Rath verübte. Dem NS-Staat diente diese Tat als Vorwand, um unter dem Motto „Rache für den Mord an vom Rath“ schon lange beabsichtigte Pogrome gegen die Juden in Deutschland durchzuführen.
Grynszpan war 1935 als 14-Jähriger nach Frankreich emigriert, weil es für ihn als Juden in Deutschland keine Zukunft gab. Anfang November 1938 erfuhr er in Paris durch eine Postkarte seiner Schwester aus Polen, dass seine Eltern und seine Geschwister zusammen mit zehntausenden anderen polnischen Juden von den deutschen Behörden im Zuge der „Polenaktion“ unter menschenunwürdigen Umständen in das Niemandsland zwischen Polen und Deutschland bei Zbąszyń (deutsch: Bentschen) zwangsdeportiert worden waren. Darüber war Herschel Grynszpan so empört, dass er die deutsche Botschaft in Paris aufsuchte und mit einem Revolver mehrere Schüsse auf den Botschaftsmitarbeiter vom Rath abgab, der zwei Tage später seinen Verletzungen erlag. Herschel Grynszpan wollte mit dem Attentat die Demütigung und schlechte Behandlung seiner Eltern, seiner Verwandten und Freunde rächen.
Erst wollte ihm die französische Justiz den Prozess machen. Das verhinderte der Krieg zwischen Deutschland und Frankreich. Nach der Kapitulation Frankreichs wurde Grynszpan nach Deutschland in das Gefängnis der Gestapo in Berlin gebracht. Zuerst wollten die Nationalsozialisten einen Schauprozess gegen Grynszpan eröffnen, denn ihren antisemitischen Vorurteilen zufolge konnte nur eine jüdische Weltverschwörung hinter der Tat Grynszpans stehen, die es aus Sicht der Nationalsozialisten aufzudecken galt.
Herschels Eltern und mindestens ein Bruder überlebten den Holocaust. Nach ihrer Vertreibung 1938 nach Polen konnten sie in die Sowjetunion flüchten. Sie wanderten nach dem Krieg nach Israel aus. Vater und Bruder sagten 1961 im Eichmann-Prozess aus.

## Kindheit
Herschel Grynszpan wurde 1921 in Hannover als Sohn der polnisch-jüdischen Eltern Ryfka, geborene Silberberg und des Schneiders Zindel (genannt Sendel) Grynszpan geboren. Herschel Grynszpan hatte vier Geschwister: Sophia Helena (* 1914), Esther Beile (genannt Berta, * 31. Januar 1916), Mordechaj (genannt Markus, * 29. August 1919) und Salomon (* 1920). Die Eltern waren im April 1911 aus Russisch-Polen nach Hannover umgezogen und wohnten schließlich mit ihren Kindern in der Burgstraße 36.
Herschel besuchte die Bürgerschule I beziehungsweise die Volksschule Burgstraße 22 bis zum Jahr 1935, ohne einen Abschluss zu machen. In Hannover war er Mitglied der Zionistengruppe Misrachi und des Sportclubs Bar Kochba. Nach Ansicht seiner Lehrer war er überdurchschnittlich intelligent, hatte aber keine Lust, zu arbeiten. Mit Unterstützung seiner Familie und der hannoverschen jüdischen Gemeinde besuchte Grynszpan die in der Christgasse gelegene rabbinische Lehranstalt (Jeschiwa) in Frankfurt am Main, um unter anderem Hebräisch zu lernen. Offenbar sagte ihm diese auf fünf Jahre angelegte Ausbildung nicht zu, denn er brach sie nach elf Monaten wieder ab. Mittlerweile hatte die Diskriminierung der Juden in Deutschland mit dem „Judenboykott“, dem „Berufsbeamtengesetz“, dem Gesetz gegen die Überfüllung deutscher Schulen und Hochschulen und weiteren antisemitischen Gesetzen schon sehr konkrete Formen angenommen, so dass Grynszpan keine Arbeit und keine Lehrstelle fand. Er bemühte sich dann, nach Palästina auszuwandern, erhielt jedoch aufgrund seines Alters einen vorläufig abschlägigen Bescheid; er sollte sich in einem Jahr wieder bewerben.

## Frankreich
Im Juli 1936 reiste Grynszpan im Alter von 15 Jahren mit legalen Dokumenten – einem polnischen Pass und einem von Belgien geforderten Rückreisevisum nach Deutschland, das eine Wiedereinreise bis zum 1. April 1937 erlaubte – zu seinem Onkel Wolf Grynszpan nach Brüssel, ursprünglich, um dort auf das Visum für die Einreise nach Palästina zu warten. Sein Onkel empfing ihn ziemlich kühl, als er feststellte, dass Herschel mittellos war. Er hatte nur zehn Reichsmark ins Ausland mitnehmen dürfen und verfügte auch nicht über mehr Geld. Herschel nahm daher das Angebot seines anderen Onkels, Abraham Grynszpan aus Paris, an, zu diesem zu ziehen. Freunde von Wolf Grynszpan schmuggelten Herschel im September 1936 illegal über die Grenze nach Frankreich, da sie davon ausgehen mussten, dass ihm auf dem offiziellen Weg die Einreise verweigert würde. Als er in Paris ankam, war er krank – er litt unter Magenschmerzen und häufigem Erbrechen. Grynszpan war von kleiner Statur, nur 1,54 Meter groß und wog nur etwa 45 Kilogramm.
Grynszpan war orthodoxer Jude und besuchte regelmäßig den Gottesdienst. Auch in der Umgebung der Familie seines Onkels lebten überwiegend Juden. Ihre Hauptsprache war Jiddisch, aber auch Deutsch wurde gesprochen. Herschel Grynszpan unterstützte seinen Onkel gelegentlich bei der Arbeit, aber er ging keiner geregelten Beschäftigung nach. Er traf sich mit Freunden, ging häufig ins Kino und besuchte Lokale, die dem homosexuellen Milieu zugerechnet wurden.
Grynszpan versuchte über zwei Jahre vergeblich, in Frankreich eine Aufenthaltsgenehmigung zu erlangen. Bemühungen, dann wieder zu seiner Familie nach Hannover zurückzukehren, scheiterten am Widerspruch des hannoverschen Polizeipräsidenten, der sich weigerte, Grynszpan zurück nach Hannover reisen zu lassen, weil seine Papiere angeblich nicht in Ordnung seien. Der polnische Pass hatte auch Ende Januar 1938 seine Gültigkeit verloren. Im August 1938 wurde Grynszpan schließlich auch noch der Ausweisungsbefehl aus Frankreich zugestellt, so dass er sich in völlig auswegloser Lage befand. Grynszpan hätte bis zum 15. August Frankreich verlassen müssen, aber sein Onkel versteckte ihn in einer Mansarde in einem anderen Haus in Paris. Grynszpan hatte keine Arbeit, wurde von der Polizei gesucht und musste sich verstecken.

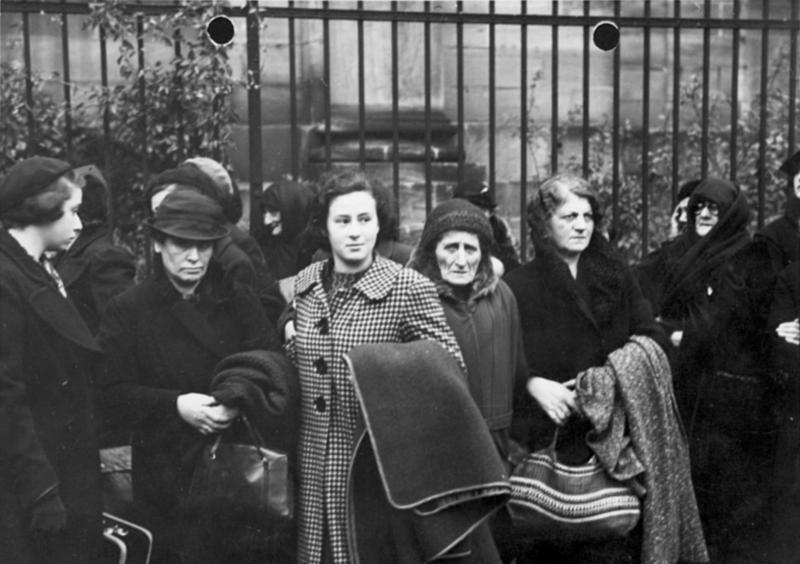
Ausweisung polnischer Juden im Oktober 1938 aus Nürnberg, reichsweit wurden 15.000 Menschen als polnische Juden ausgewiesen.

Mittlerweile waren seine Eltern und Geschwister – die noch polnische Staatsbürger waren, obwohl die Familie schon 27 Jahre lang in Deutschland lebte – am 28./29. Oktober 1938 in einer reichsweiten gewaltsamen Aktion, der Polenaktion, verhaftet und gezwungen worden, ohne jegliche Vorbereitung sofort ihren Wohnsitz und ihre Existenz in Hannover aufzugeben. Man hatte sie deportiert und bei Bentschen über die deutsche Grenze in Richtung Polen abgeschoben. Von dieser Massenabschiebung waren etwa 17.000 Juden betroffen. Die völlig unvorbereiteten Menschen wurden zuerst von Polen zurückgewiesen und hielten sich deshalb teilweise im Niemandsland zwischen der deutschen und der polnischen Grenze im Freien auf. Andere wurden ohne Probleme ins Land gelassen. Darüber war auf der ganzen Welt und auch in der Pariser Presse berichtet worden. Die abgeschobenen Menschen waren völlig hilflos. Nachdem die Grynszpans nach Polen gelangt waren, konnten sie eine Karte nach Paris schreiben. Grynszpan erhielt am 3. November eine Postkarte seiner Schwester Berta, in der sie ihm schilderte, wie die ganze Familie unter Zurücklassung von allem Hab und Gut, unvorbereitet und ohne jegliche Mittel von der Polizei zwangsweise und überfallartig abtransportiert worden war. Die Familie saß völlig mittellos in einem Lager im polnischen Zbąszyń (Bentschen). Berta bat ihren Bruder, ihnen Geld nach Polen zu schicken. Als Grynszpan die Karte seiner Schwester erhielt, war er völlig verzweifelt, denn er befand sich ja selbst in größter Not.

„Lieber Hermann,
Von unserem großen Unglück hast Du sicher gehört. Ich will Dir genau schildern, wie das vorgegangen ist. … Donnerstag abend ist ein Sipo [Sicherheitspolizist] zu uns gekommen und sagte, wir müssten zur Polizei und die Pässe mitbringen. So wie wir standen, sind wir alle zusammen mit dem Sipo zur Polizei gegangen. Dort war schon unser ganzes Revier versammelt.
Von dort hat man uns alle im Polizeiauto nach dem Rusthaus [Ein Gasthaus] gebracht. … Man hat zwar nicht gesagt, was los ist, aber wir haben gesehen, dass wir fertig sind. Jedem von uns hat man einen Ausweis [das heißt vermutlich Ausweisungsbefehl] in die Hand gedrückt bis zum 29. [Oktober] muss man das Land verlassen. Man hat uns nicht mehr nach Haus gelassen. Ich habe gebettelt, man soll mich nach Hause lassen wenigstens etwas Zeug zu holen. Bin dann mit einem Sipo gegangen und habe in einem Koffer die nötigsten Kleidungsstücke gepackt. Das ist alles was ich gerettet habe. Wir sind ohne Pfennig Geld. [Folgende Passage gestrichen, vermutlich: Kannst Du und Onkel nicht etwas nach Lodz schicken]?
Grüsse und Küsse von alle
Berta“

## Attentat auf Ernst vom Rath

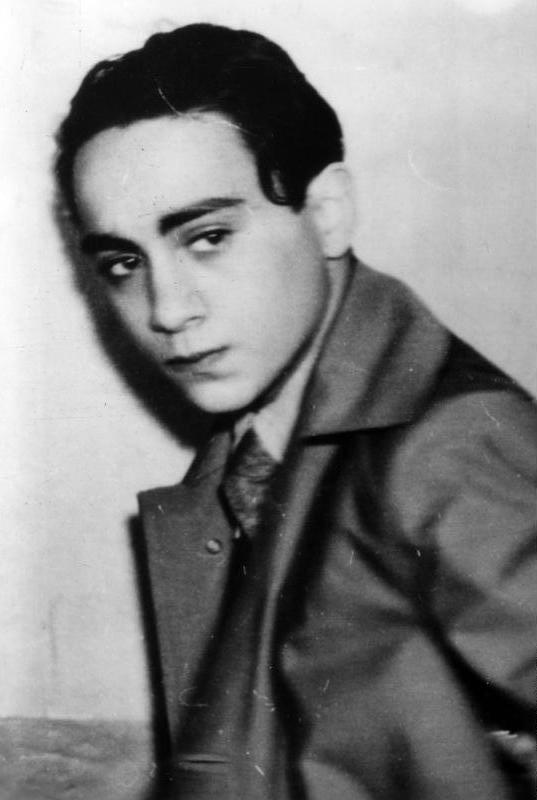
Herschel Grynszpan nach seiner Festnahme

Nachdem Grynszpan die Karte seiner Schwester bekommen hatte, konnte er weitere dramatische Schilderungen der Deportationen am 4. November der in Paris erscheinenden jiddischen Zeitung Haynt (Journée Parisienne) entnehmen. Was er las, machte ihn noch mehr um seine Familie besorgt. Am 6. November bat er seinen Onkel darum, sofort Geld an seine Eltern zu schicken. Als Abraham zögerte, kam es zu einer Auseinandersetzung, in deren Verlauf Grynszpan die Familie seines Onkels unter Mitnahme deren Ersparnisse verließ.
Grynszpan übernachtete in einem billigen Hotel und schrieb einen Abschiedsbrief an seine Eltern, den er in seine Tasche steckte. Am 7. November 1938 kaufte er in einem Waffengeschäft einen Revolver für 235 Franc. Danach suchte er die deutsche Botschaft im Palais Beauharnais auf und verlangte einen Botschaftssekretär zu sprechen. Er wurde von der Frau des Portiers an den Botschaftssekretär vom Rath verwiesen, den jüngeren der beiden zu diesem Zeitpunkt diensthabenden Beamten. Der andere wäre Gesandtschaftssekretär Ernst Achenbach gewesen, der aber an diesem Tag zu spät zum Dienst kam. Der Botschafter Johannes von Welczeck hatte die Botschaft beim Eintreffen von Grynszpan gerade zu einem Morgenspaziergang verlassen. Der Amtsgehilfe Nagorka ließ Grynszpan ohne Anmeldeformalitäten in Raths Amtszimmer treten, wo beide danach allein waren. Der Historiker Hans-Jürgen Döscher schloss daraus, dass Rath und Grynszpan miteinander bekannt waren, der Schweizer Historiker Raphael Gross und die meisten anderen Forscher halten dagegen das Zusammentreffen von Grynszpan und vom Rath für einen bloßen Zufall. Grynszpan schoss mit seiner Waffe sofort fünfmal auf Rath, wobei zwei Kugeln trafen, eine in Höhe des Brustbeins, die andere im Unterleib. Die Verletzungen waren so schwer, dass Rath ihnen zwei Tage später erlag. Zuvor hatte Hitler noch seinen Leibarzt Karl Brandt und den Chirurgen Georg Magnus zur Behandlung von Rath nach Paris geschickt. Dem Polizeiprotokoll zufolge beschimpfte Grynszpan vom Rath bei der Tat mit dem Ausdruck „sale boche“ („dreckiger Deutscher“) und rief aus, dass er im Namen von 12.000 verfolgten Juden handele. Ähnlich äußerte er sich in dem bei ihm gefundenen Abschiedsbrief an seine Eltern: Sein Herz habe geblutet, als er von ihrem Schicksal gehört habe, er müsse protestieren, so dass die ganze Welt davon erfahre. Grynszpan ließ sich ohne Fluchtversuch am Ort der Tat verhaften (Rath hatte ihm noch einen Faustschlag versetzt und hatte um Hilfe rufend das Zimmer verlassen) und begründete auch gegenüber dem französischen Untersuchungsrichter sein Handeln in diesem Sinn. Eine Tötungsabsicht und Rachegedanken bestritt er aber in späteren Vernehmungen und in einem Brief an seine Eltern in der Untersuchungshaft. Da Grynszpan zum Tatzeitpunkt minderjährig war, wurde er in das Jugendgefängnis Fresnes bei Paris überstellt.
Gerüchte um eine Homosexualität vom Raths spielten in den Vorbereitungen zum Prozess von Grynszpan sowohl in Frankreich als auch in Deutschland eine Rolle und in der frühen Rezeption des Falls in der Bundesrepublik, wobei sich besonders der Sensationsjournalist Michael Graf Soltikow hervortat, der Rath und Grynszpan eine homosexuelle Beziehung unterstellte und deshalb 1960 von einem Münchner Gericht wegen Verunglimpfung des verstorbenen vom Rath verurteilt wurde.

## Strafrechtliche Ahndung in Frankreich
Die französischen Behörden leiteten einen Prozess gegen Grynszpan ein; der Untersuchungsrichter Tesniere stellte am 7. November eine Klage gegen Grynszpan wegen eines Mordversuchs fertig. Nach dem Tode Raths am 9. November 1938 wurde die Anklage auf Mord mit Vorsatz erweitert. Die französischen Verwandten von Grynszpan, Abraham und Chawa Grynszpan, wurden, da sie durch die Unterstützung von Grynszpan nach Ansicht des Gerichts gegen das Ausländerrecht verstoßen hatten, am 29. November 1938 zu vier Monaten Haft und einer Geldstrafe verurteilt.
Auch von deutscher Seite bereitete man sich auf den Prozess vor. Goebbels ernannte schon am 8. November den Juristen Friedrich Grimm zum Vertreter des Deutschen Reiches, einen Rechtsberater des Reiches und Fachmann für Propagandaaufgaben, in denen gegen Juden gehetzt werden sollte. Grimm sollte die Interessen des Deutschen Reiches in der Mordsache vom Rath wahren. Für den 11. November 1938 setzte Goebbels das Treffen einer Prozessplanungsgruppe im Propagandaministerium unter der Leitung des Regierungsrates Wolfgang Diewerge an. Teilnehmer waren Vertreter des Auswärtigen Amtes, der NSDAP/Auslands-Organisation sowie Friedrich Grimm. Grimm trug vor, dass eine Auslieferung Grynszpans nicht erwartet werden könne und der Prozess auf jeden Fall in Frankreich stattfinden werde. Auf der Sitzung wurde beschlossen, dass Grimm den Prozess beeinflussen solle und in Nebenklage die Interessen der Eltern und des Bruders vom Raths vertreten solle. Das war nur zusammen mit französischen Anwälten möglich, deren Auswahl man Grimm auftrug.
Goebbels hatte in dem Attentatsfall interveniert, da er aus diesem Prozess eine Propagandaschlacht für Deutschland machen wollte. Nachgewiesen werden sollte, dass eine jüdische Weltverschwörung gegen Deutschland Krieg führe und auch das Attentat organisiert habe. Die deutsche antijüdische Politik sollte als Abwehr des jüdischen Angriffs auf der ganzen Welt verstanden werden. So sollte in Deutschland und auch im Ausland Verständnis für die Vorgänge der Reichspogromnacht und die weitere Unterdrückung der Juden in Europa geweckt werden. Grynszpan sei von dieser „jüdischen Weltverschwörung“ gelenkt. Diese stand nach der Propaganda der Nationalsozialisten auch hinter der französischen liberalen demokratischen Presse, die den jugendlichen Grynszpan indoktriniert habe. Mit dem Attentat habe, so die nationalsozialistische Propaganda, auch das deutsch-französische Verhältnis beschädigt werden sollen. Zu dem Zeitpunkt war das Verhältnis beider Staaten gespannt, das Münchner Abkommen war gerade erst etwa einen Monat alt. Grimm fuhr umgehend nach Paris. Dort bekam er den Hinweis, dass der Verteidiger Grynszpans, Maître Vincent de Moro-Giafferi von der französischen Liga gegen den Antisemitismus, der Ligue Internationale Contre le Racisme et l’Antisémitisme (LICA), die Eltern Grynszpans aus Polen zum Prozess einladen wolle, um sie über die deutschen antijüdischen Aktionen aussagen zu lassen. Grimm intervenierte in Polen, so dass die polnische Regierung, selbst antisemitisch eingestellt, den Eltern die Ausreise untersagte. Grimm pendelte ständig zwischen Deutschland und Frankreich und nahm dort Einfluss auf die Vorbereitung des Prozesses.
Der Prozessbeginn verzögerte sich, bis mit dem deutschen Überfall auf Polen am 1. September 1939 eine völlig neue Situation gegeben war. Wegen der Kriegserklärung Frankreichs an Deutschland am 3. September 1939 hätte Deutschland nicht am Prozess teilnehmen können. Grimm machte sich gegenüber dem Propagandaministerium aber anheischig, den Prozess vom neutralen Ausland aus zu manipulieren. Mit dieser Aufgabe betraut, begab er sich während des Sitzkrieges für einige Monate an die deutsche Botschaft nach Bern und hielt über die Schweiz und den Anwalt Guinand Kontakt zu den französischen Untersuchungsbehörden. Zu diesem Zwecke wurde er sogar zum Generalkonsul des Deutschen Reiches ernannt. Trotz des Kriegszustandes gelang es Grimm, beim französischen Generalkonsul in Bern ein Visum für Guinand und dessen Bestellung zum Vertreter des Deutschen Reiches im geplanten Prozess zu erhalten. Guinand wurde in Paris sogar auf Anweisung des selbst verhinderten Justizministers Bonnet vom stellvertretenden Justizminister empfangen. Ergebnis dieser Verhandlungen war, dass der Prozess sistiert wurde, aber Grynszpan im Gefängnis blieb.
Das Attentat wurde in großen Teilen der jüdischen Gemeinschaft und auch in Frankreich missbilligt, nicht zuletzt wegen Befürchtungen, es würde von den Nationalsozialisten zum Vorwand für Vergeltung genommen werden, die durch die Ereignisse voll bestätigt wurden. Man versuchte von jüdischer Seite, Grynszpan als Verrückten hinzustellen. Diese Darstellung wirkte lange nach und findet sich beispielsweise noch in einschlägigen Äußerungen von Hannah Arendt in ihrem Buch Eichmann in Jerusalem von 1963 wieder.

## Auslieferung nach Deutschland
Grynszpan blieb trotz seiner Jugend ohne Prozess rund 20 Monate bis zum deutschen Sieg über Frankreich inhaftiert. Die Franzosen hatten Grynszpans Gesuch abgelehnt, aufseiten Frankreichs gegen die Deutschen kämpfen zu dürfen. Sobald der künftige Botschafter Otto Abetz mit seiner Mannschaft, zu der auch der Rechtsprofessor Friedrich Grimm gehörte, am 15. Juni 1940, dem Tag nach dem Einmarsch deutscher Truppen, in Paris eingetroffen war, wurde nach Grynszpan gefahndet, schon einen Tag vor Ankunft der Botschaftsmitarbeiter war eine Gestapoeinheit unter Helmut Knochen nach Paris gekommen. Ein Sturmbannführer dieser Einheit, Karl Bömelburg, war gleichzeitig Leiter einer Gruppe der Geheimen Feldpolizei. Bömelburg und Grimm hatten nun den Auftrag, Herschel Grynszpan gefangen zu nehmen. Dazu ließ Grimm am nächsten Tag die Geheime Feldpolizei Polizei- und Gerichtsdienststellen durchsuchen und alle Verfahrensakten beschlagnahmen. Alle jüdischen Organisationen und alle Anwaltskanzleien, die mit Grynszpan zu tun gehabt hatten, wurden durchsucht. Grimm eignete sich sogar die Handakten von Grynszpans Verteidiger Moro-Giafferis an.
Am 19. Juni 1940 meldete Grimm an das Außenministerium, dass Grynszpan „illegal“ aus dem Gefängnis in Paris entfernt worden sei. In der Tat war Grynszpan mit anderen Gefangenen in den unbesetzten Süden geschickt worden, und er kam bei einer Bombardierung des Zuges zunächst frei. Mittellos und ohne ausreichende Sprachkenntnisse, gelang es ihm jedoch nicht unterzutauchen. Vielmehr stellte er sich erneut den französischen Behörden: zuerst im Gefängnis von Bourges, wo ihn ein Staatsanwalt laufen ließ, und dann in Toulouse.
Grimm machte Grynszpan in Südfrankreich ausfindig und ersuchte den französischen Justizminister um seine Auslieferung. Gleichzeitig stellte das Auswärtige Amt einen Auslieferungsantrag bei der Waffenstillstandskommission. Am 18. Juli 1940 übergaben die Franzosen Grynszpan an der Grenze zwischen der unbesetzten und der deutschen Besatzungszone an die Deutschen, die ihn nach Berlin in das Gestapogefängnis im Reichssicherheitshauptamt in der Prinz-Albrecht-Straße 8 verbrachten. Diese Auslieferung verstieß gegen den Waffenstillstandsvertrag und gegen Bestimmungen des Völkerrechts, denn Grynszpan hatte keine deutsche Staatsbürgerschaft, und die Tat war vor dem Einfall der Deutschen auf französischem Boden begangen worden.
Nun sollte endlich ein politischer Schauprozess vor dem Volksgerichtshof stattfinden und das Reichspropagandaministerium unter Joseph Goebbels sollte bei ihm mitwirken. Bewiesen werden sollte die Existenz der „jüdischen Weltverschwörung“, die die Zerstörung Deutschlands im Sinne und den Weltkrieg verursacht habe. Mitplaner des Prozesses waren Rechtsanwalt Grimm und Wolfgang Diewerge. Grynszpan drohte jetzt allerdings auszusagen, sein Opfer vom Rath aus der Pariser Homosexuellenszene zu kennen. Damit durchkreuzte er die Strategie der Nationalsozialisten. Möglicherweise bediente sich Grynszpan damit einer Verteidigungstaktik seines Pariser Anwalts Moro-Giafferi. Die Ankläger mussten nämlich nun befürchten, dass Grynszpan im geplanten Prozess die angebliche Homosexualität vom Raths und eventuell anderer Nationalsozialisten in Paris zur Sprache bringen würde. Auch habe Grynszpan die „Rechtmäßigkeit seiner Auslieferung in Zweifel ziehen“ können. Auf Befehl Hitlers wurde der Prozess im Juli 1942 abgesetzt. Grynszpan kam zunächst ins KZ Sachsenhausen. Um den 26. September 1942 wurde er ins Zuchthaus Magdeburg verbracht.

## Theorien zu Grynszpans Tod
Was im Einzelnen danach mit ihm geschah, ist nicht genau geklärt. Es gibt dazu verschiedene Theorien:
- Zumeist wird davon ausgegangen, dass er irgendwann zwischen 1942/1943 und dem Ende des Krieges starb. Der Historiker Ron Roizen, der sich 1986 mit dem weiteren Schicksal von Grynszpan befasste und sich dabei auch auf eine Untersuchung des französischen Arztes Alain Cuenot von 1982 stützte,[29] zitiert einen Brief von Fritz Dahms, einem Beamten im Auswärtigen Amt, der mit dem Fall Grynszpan 1942 befasst war, an den Historiker Helmut Heiber. In diesem Brief heißt es, Dahm habe davon gehört, Grynszpan sei kurz vor Kriegsende gestorben. An Genaueres konnte er sich nicht erinnern, und das Auswärtige Amt wäre zu diesem Zeitpunkt auch nicht mehr offiziell in solchen Dingen genau informiert worden. Er führt auch an, dass schon in den 1960er Jahren der mit dem Fall betraute Untersuchungsrichter in München in den damals noch nicht öffentlich zugänglichen Akten im Bundesarchiv keinen Hinweis auf Grynszpan nach 1942 finden konnte. Adolf Eichmann gab in seinem Prozess 1961 in Jerusalem an, vermutlich 1943 eine Vernehmung Grynszpans durch einen Mitarbeiter veranlasst zu haben und danach selbst mit Herschel Grynszpan gesprochen zu haben. Er wusste aber nichts über sein weiteres Schicksal.[30]
- Volker Koop schreibt in seinem Buch, als der Prozess kurz vor seiner Eröffnung dann doch abgesetzt worden war, wurde Herschel Grynszpan 1942 in das Zuchthaus Magdeburg gebracht und dort „wahrscheinlich ermordet“.[31]
- Günter Plum vom Institut für Zeitgeschichte in München schrieb, dass Grynszpan den Nationalsozialismus tatsächlich überlebt hat und 1957 unter anderem Namen in Paris gelebt hat.[32] Herschel Grynszpan wurde 1960 in der Bundesrepublik von einem Gericht auf Antrag der Eltern offiziell für tot erklärt. Zuvor war in einigen Zeitungsmeldungen und in einer Veröffentlichung des Historikers Helmut Heiber zu lesen gewesen, Grynszpan habe den Krieg überlebt und lebe unter anderem Namen in Paris.[33] Diese Ansicht wurde von einigen anderen Autoren übernommen.[34] Grynszpan war aber nicht aufzufinden. Die Historikerin Rita Thalmann hielt schon 1972 Heibers Hypothese für „kaum glaubhaft, da seine Tat nach französischem Recht verjährt war und er nichts mehr zu fürchten hatte“. Er hätte keinen Grund gehabt, sich zu verstecken.[35] Im Jahr 1981 gab Heiber allerdings gegenüber dem Historiker Ron Roizen an, dass er damals unsicheren Quellen aufgesessen wäre und mittlerweile vom Tod Grynszpans vor Ende des Krieges ausgehe. Grynszpans letzte Erwähnung in bisher bekannt gewordenen deutschen Akten datiert wie oben erwähnt von September 1942. Herschel Grynszpans Eltern gingen davon aus, dass Herschel von den Nationalsozialisten umgebracht worden war.[36]
- Ende 2016 wurde in der Presse die Vermutung der Archivleiterin des Jüdischen Museums Wiens Christa Prokisch bekannt, dass Grynszpan möglicherweise noch 1946 in Bamberg gelebt habe.[37] Demnach soll er auf einem Foto zu sehen sein, das 1946 in einem Lager für Displaced Persons in Bamberg aufgenommen wurde. Gegen diese Annahme sprechen allerdings diverse Spuren, die seinen Tod vor 1945 annehmen lassen.[38]

## Folgen des Attentats in Deutschland
Grynszpans Attentat war in Deutschland auf Geheiß von Joseph Goebbels Aufmacher in allen Zeitungen und diente als Vorwand für staatsweit in Deutschland und Österreich inszenierte Pogrome, die Novemberpogrome 1938. Zu ersten Ausschreitungen war es allerdings schon am Abend des 7. November in Kassel und Umgebung gekommen. Einige Stunden nach Bekanntwerden des Todes vom Raths am Abend des 9. November gingen NSDAP und SA in einer vorbereiteten und konzertierten Aktion gegen jüdische Bürger und deren Besitztümer vor: Trupps von zivil gekleideten SA-Leuten und Parteiangehörigen waren unterwegs, ausgerüstet mit Stangen, Messern, Dolchen, Revolvern, Äxten, großen Hämmern und Brechstangen. Sie brachen in Synagogen ein, steckten sie in Brand und zerschlugen mit Stangen die Schaufenster jüdischer Läden. Dann brachen sie plündernd und zerstörend in die Geschäfte ein. In gleicher Brutalität gingen Schläger-Trupps gegen Juden in deren Wohnungen vor. Sie wurden, sofern nicht geöffnet wurde, gewaltsam aufgebrochen und verwüstet. Vorgefundenes Geld wurde konfisziert, Sparbücher und Wertpapiere wurden mitgenommen. Die Juden wurden misshandelt und gedemütigt, auch die Frauen und Kinder. Insgesamt wurden etwa 400 Menschen ermordet, hinzu kamen Selbsttötungen, zirka 30.000 Männer wurden als „Aktionsjuden“ in KZs deportiert. Rund 7500 Geschäfte und fast alle Synagogen (zirka 1400) wurden niedergebrannt oder auf andere Weise zerstört. Zum Hohn für die Pogromopfer wurden die Juden in einer am 12. November 1938 erlassenen „Verordnung über die Sühneleistung“ auch noch gezwungen, zusätzlich eine „Kontributionszahlung“ in Höhe von einer Milliarde Reichsmark zu leisten.

## Erinnerung und Bezüge zur Kunst
Herschel Grynszpan wurde in Hannover geboren und lebte bis 1936 in der Stadt. Sein Name findet sich unter den Tausenden von eingravierten Namen am Mahnmal für die ermordeten Juden Hannovers auf dem Opernplatz. Dort wird er als verschollen aufgeführt. Am 22. März 2010 verlegte der Künstler Gunter Demnig in Hannover am letzten Wohnsitz der Familie Grynszpan in der Altstadt einen Stolperstein für Herschel Grynszpan (Grünspan) und einen für dessen Schwester Esther. Das frühere Wohnhaus in der Burgstraße 36 gibt es heute nicht mehr, am Ort steht heute das Historische Museum.
Die Ereignisse um Herschel Grynszpan inspirierten den englischen Komponisten Michael Tippett zu seinem Oratorium A Child of Our Time.
Nachdem der Rat der Stadt Hannover Ende 2009 einen interfraktionellen Antrag zur Anbringung einer eigenen Stadttafel zur Erinnerung an Herschel Grynszpan beschlossen hatte, enthüllte diese Hannovers damalige Kultur- und Schuldezernentin Marlis Drevermann am 9. September 2013 am Historischen Museum Hannover etwa am Ort des früheren Wohnhauses der Familie Grynszpan.
Am 6. November 2014 wurde ein goldenes Kunstwerk in der „Goldenen Rathauspassage“ in Steyr, Oberösterreich, enthüllt. Dieses „Kristalltag“-Objekt wurde vom österreichischen Konzeptkünstler Johannes Angerbauer-Goldhoff 1998 zum 60. Jahrestag der sogenannten Reichskristallnacht geschaffen. Im Gold vereint sind die Spuren von 38 Menschen, die Vertreibung, Verfolgung und Gewalt erleiden mussten. Es entstand ein positives Symbol des „Niemals wieder!“. Das zweite Objekt des „Kristalltag-Diptychons“ zeigt das unvergoldete Porträt von Herschel Grynszpan in einer kristallinen Struktur. Dieses Kunstwerk ist der Jugend von heute und morgen gewidmet und soll als positives Symbol der Vermeidung und Erkennung von Manipulation, Verblendung wie Verführung junger Menschen, seinen dauerhaften Platz an einem internationalen Kulturort finden. Das Kristalltag-Diptychon war 2012 in der internationalen GOLD-Ausstellung im Unteren Belvedere, Wien, zu sehen.

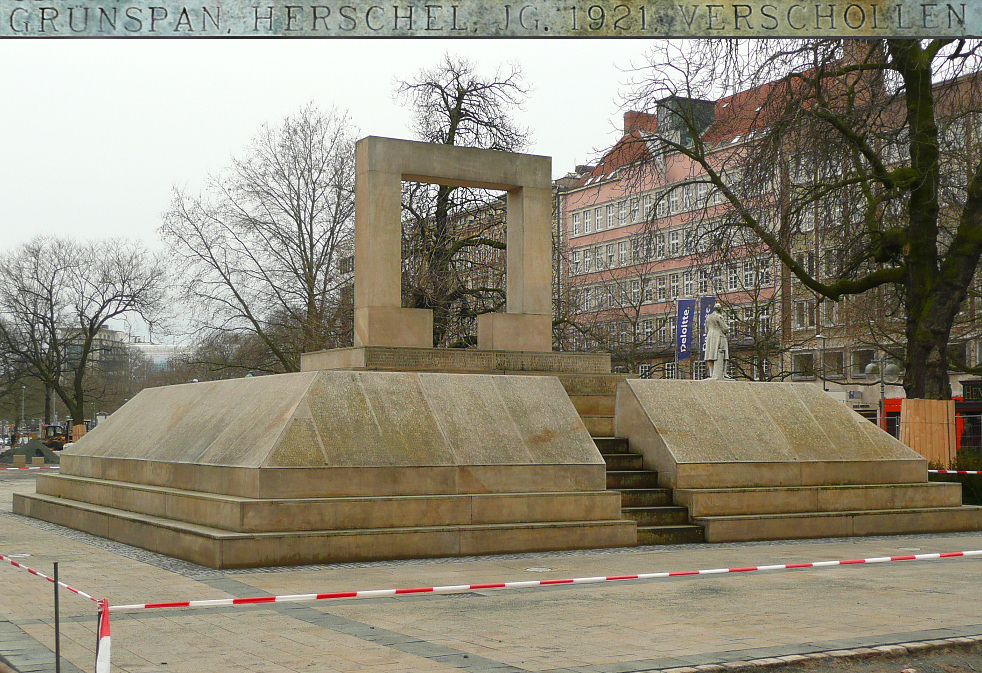
Mahnmal für die ermordeten Juden Hannovers am Opernplatz der Stadt, oben die Gravur für Herschel Grynszpan (Fotomontage)
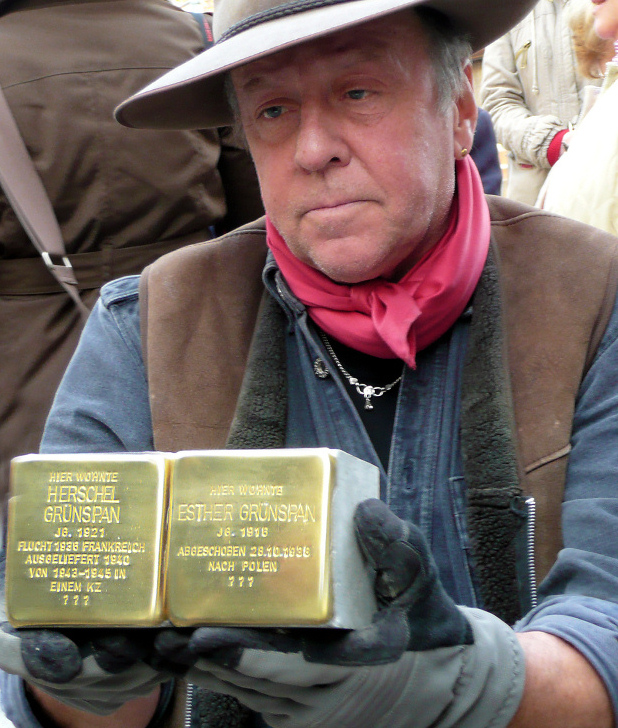
Gunter Demnig bei der Verlegung der Stolpersteine für Herschel Grynszpan und seine Schwester Esther, 2010
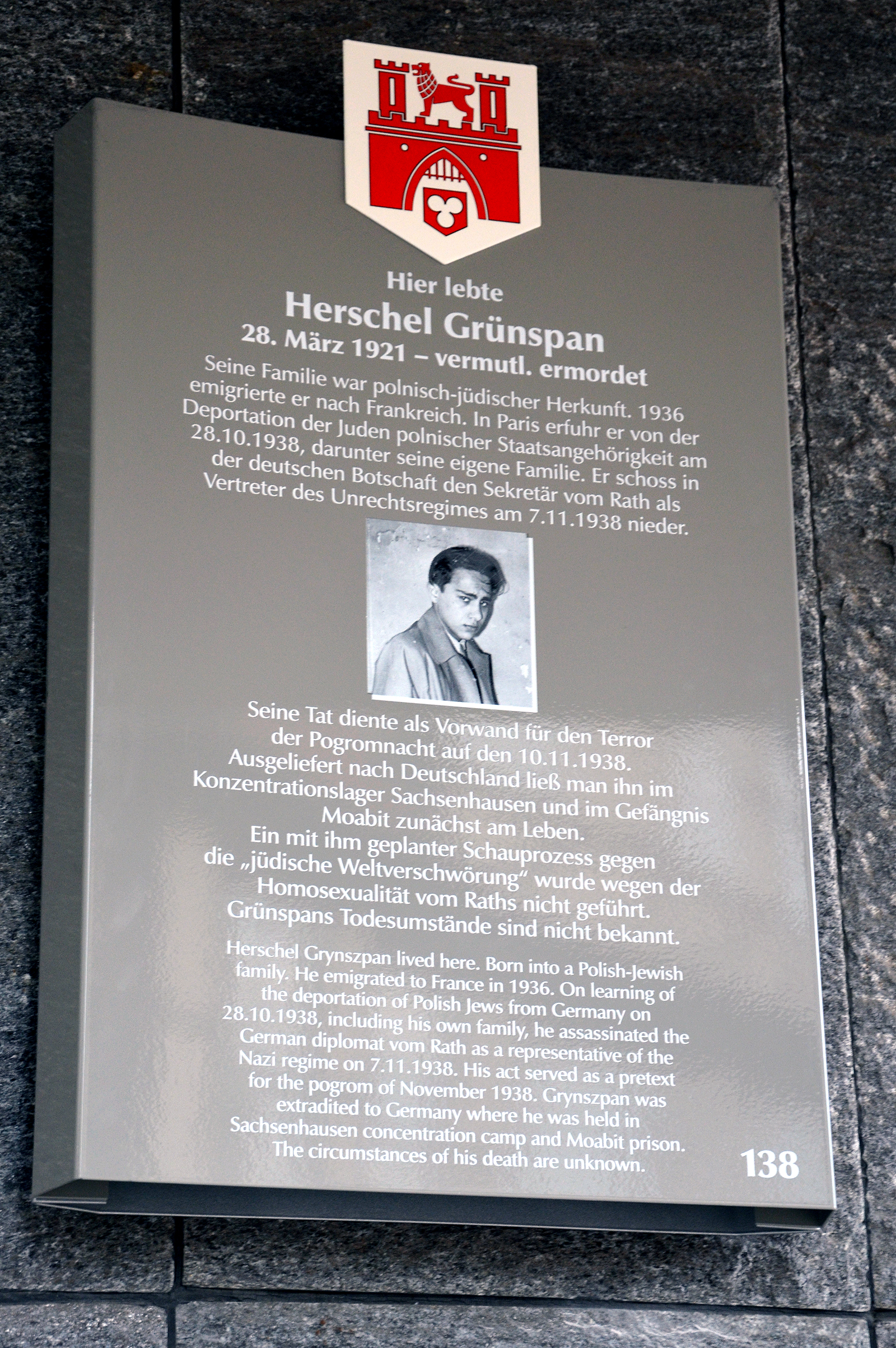
Stadttafel am Standort des ehemaligen Wohnhauses der Familie Grynszpan, heute Historisches Museum Hannover in der Burgstraße Ecke Roßmühle
Objekt Nr. 1 des „Kristalltag“ Diptychons. Detailansicht der Kristallstruktur

## Film
- Das kurze, mutige Leben des Herschel Grünspan. (OT: Livrez-nous Grynszpan.) Dokumentation und Doku-Drama, Frankreich, 2007, 76 Min., Regie: Joël Calmettes, Produktion: arte, Produktion: Septembre, deutsche Erstausstrahlung: 29. Oktober 2008. Arte-Programmhinweis